# Blake Mitchell
Blake Mitchell (Daytona Beach, Florida; 29 de diciembre de 1962) es una actriz pornográfica estadounidense.

## Biografía
Empezó en las películas para adultos en 1993. A inicios de 1995 empezó a hacer videos para fetichistas del boxing (enjauladas) y cat-fighting (pelea entre dos mujeres), mientras estuvo viviendo en Chicago.
Blake aumentó sus senos en 1994, pasando de la talla 34C de sujetador a la 36DD.
Actualmente reside en Arizona. Parece que todavía aparece ocasionalmente en películas para adultos hardcore.